# Henrique Onambwé
Henrique de Carvalho Santos (Porto Amboim, 5 de maio de 1940 — Lisboa, 15 de outubro de 2023), também conhecido por Henrique Onambwé e simplesmente Onambwé, foi um engenheiro, geólogo, político, militar, empresário e líder anticolonial angolano, que ocupou diversos cargos no governo de seu país, incluíndo o de Ministro da Indústria. Foi o autor da bandeira de Angola.
Nasceu em Porto Amboim, na província do Cuanza Sul, em 5 de maio de 1940. Mudou-se para Luanda para poder frequentar o Liceu Salvador Correia.
Iniciou a sua formação superior em Portugal, matriculando-se no curso de geologia. Foi alistado nas Forças Armadas Portuguesas, mas, em 1961, fez parte do grupo da chamada "Fuga dos 100", uma deserção em massa das tropas portuguesas que incluiu, dentre outros nomes, Iko Carreira (posteriormente Ministro da Defesa angolano), Pedro Pires (posteriormente Presidente de Cabo Verde) e Joaquim Chissano (posteriormente Presidente de Moçambique).
Já integrado na luta anticolonial do Movimento Popular de Libertação de Angola (MPLA), Henrique Onambwé recebeu uma bolsa de estudos em 1961 para a Alemanha Ocidental, onde formou-se engenheiro pela Universidade de Heidelberg. Em 1963 o partido o enviou para receber treino militar em Tédula, nos Marrocos. Em 1964, o partido providenciou uma segunda bolsa de estudos, desta vez para formar-se em geologia na Universidade de Havana, em Cuba. Em Cuba, fez novamente treino e formação militar.
Ao regressar a Angola, em 1969, foi designado chefe de artilharia, e em 1971 foi adjunto do Comando da Sub-Região Norte da III Região Político-Militar constituída pelos territórios do leste. Em 1973 foi nomeado comandante de uma coluna das Forças Armadas Populares de Libertação de Angola (FAPLA) com a missão de operar na Sub-Região Sul.
Os membros do MPLA elegeram-no para o Comité Central durante a Conferência Inter-Regional de Setembro de 1974, com a função de Secretário do Comité Central para a Informação. Após o cessar-fogo do MPLA com Portugal, foi incumbido a Henrique Onambwé a leitura, no Estádio da Cidadela, em Luanda, em 9 de agosto de 1974, a declaração que o MPLA dirigiu à população da capital e na qual se assumiu como a força mais bem preparada para governar Angola.
Em 1975 compôs o Conselho Presidencial do Governo de Transição, secretariando a pasta do Interior chefiada pelo engenheiro Ngola Kabangu, da Frente Nacional de Libertação de Angola (FNLA). Em agosto de 1975 passou a ocupar interinamente o cargo de Ministro do Interior até a proclamação da independência nacional.
Exerceu funções de diretor-adjunto na Direcção de Informação e Segurança de Angola (DISA) e membro da Mesa Política até dezembro de 1977, sendo o principal nome operacional na repressão a tentativa de golpe de Estado em Angola em 1977.
Foi reeleito, em dezembro de 1977, no I Congresso do MPLA, para o Comité Central, sendo também eleito membro suplente do Bureau Político e membro do secretariado do partido.
Em 1979, por indicação da direção do partido, foi eleito secretário para o Departamento dos Órgão Estatais e Judiciais do MPLA, cargo que desempenhou até 1985. Deixou as funções para se tornar Ministro da Indústria até 1989.
Passou à reserva militar em 7 de outubro de 1992, com a patente de major-general das FAPLA, tendo sido promovido em 1995 a tenente-general das Forças Armadas Angolanas e reformado em 31 de dezembro de 1998 como general.
A partir de meados da década de 1990 passou a dedicar-se somente às atividades empresariais nos ramos de pescas e de mineração.
Morreu em Lisboa, em 15 de outubro de 2023, vítima de doença. Foi velado e sepultado em Luanda.